# Pulaski (Iowa)
Pour les articles homonymes, voir Pulaski.
Pulaski est une ville du comté de Davis, en Iowa, aux États-Unis. Elle est incorporée le 3 mai 1893. La ville est baptisée en l'honneur de Casimir Pulaski, un officier et homme politique, mort lors du siège de Savannah.

## Source de la traduction
- (en) Cet article est partiellement ou en totalité issu de l’article de Wikipédia en anglais intitulé « Pulaski, Iowa » (voir la liste des auteurs).